# Matrimonio mistico di santa Caterina d'Alessandria (Filippino Lippi)
Il Matrimonio mistico di santa Caterina di Alessandria è un dipinto a olio su tavola di Filippino Lippi, datato al 1501 e conservato nella basilica di San Domenico a Bologna.

## Descrizione e stile
L'opera fa parte dell'ultima produzione dell'artista, che all'epoca scorreva su due binari, a seconda della committenza: uno dallo stile rigoroso e ascetico, per i "Piagnoni", e uno più tradizionale rispetto alle sue opere precedenti, ricco e sontuoso, legato al resto della committenza.
Il Matrimonio mistico di santa Caterina fa parte della seconda tipologia e, rispetto ad altre opere dell'epoca, presenta un livello qualitativo leggermente inferiore, seppur sempre altissimo. Fu dipinto per la Cappella Isolani nella basilica domenicana. 
La scena è ambientata tra architetture classiche, che inquadrano un trono marmoreo della Vergine col bambino, circondata da quattro santi, oltre a Caterina d'Alessandria inginocchiata che sta ricevendo l'anello del matrimonio mistico da Gesù Bambino. I santi sono, da sinistra: Giovanni Battista, Pietro, Paolo e Sebastiano. In basso, oltre un gradino, si vede un pezzo della ruota dentata spezzata con cui si tentò di martirizzare Caterina, vicina a un cartiglio con la firma dell'artista. A sinistra, da una porta, si affaccia curioso un pastore, sullo sfondo di un paesaggio cittadino che mostra una certa influenza di Leonardo da Vinci; in alto numerosi angeli, di piccole dimensioni per la lontananza, osservano la scena dalle architetture, mentre dalla suggestiva apertura centrale appare il Padre Eterno in una nube di luce, che sembra benedire l'avvenimento tenendo in mano il libro con l'alfa e l'omega. 
La Vergine e il Bambino ricordano da vicino quelli della Pala Nerli, datata pochi anni prima (1493-1496 circa).